# Turismo in Eritrea

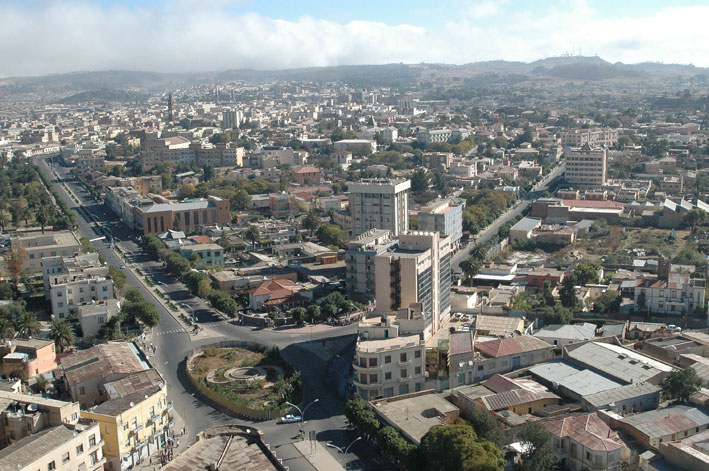
Asmara la capitale dell'Eritrea è stata dichiarata patrimonio dell'umanità dall'UNESCO per la sua architettura modernista e razionalista, realizzata durante l'occupazione italiana

Nel 1996 nel paese sono arrivati 417.000 turisti, ma il numero è poi declinato drammaticamente a causa delle guerre che hanno sconvolto il paese.
Fino al 1997, il turismo rappresentava il 2% dell'economia dell'Eritrea. Dopo il 1998, i ricavi del settore sono scesi a un quarto rispetto ai livelli del 1997. Nel 2006, rappresentava meno dell'1% del PIL del paese.
L'Eritrea è membro dell'Organizzazione Mondiale del Turismo, che ha calcolato che le entrate del turismo internazionale del paese nel 2002 ammontavano a 73 milioni di dollari. Fonti del 2015 affermano che la maggior parte dei turisti sono membri della diaspora eritrea. Il numero complessivo di visitatori è aumentato costantemente negli ultimi anni e nel 2016 erano 142.000.

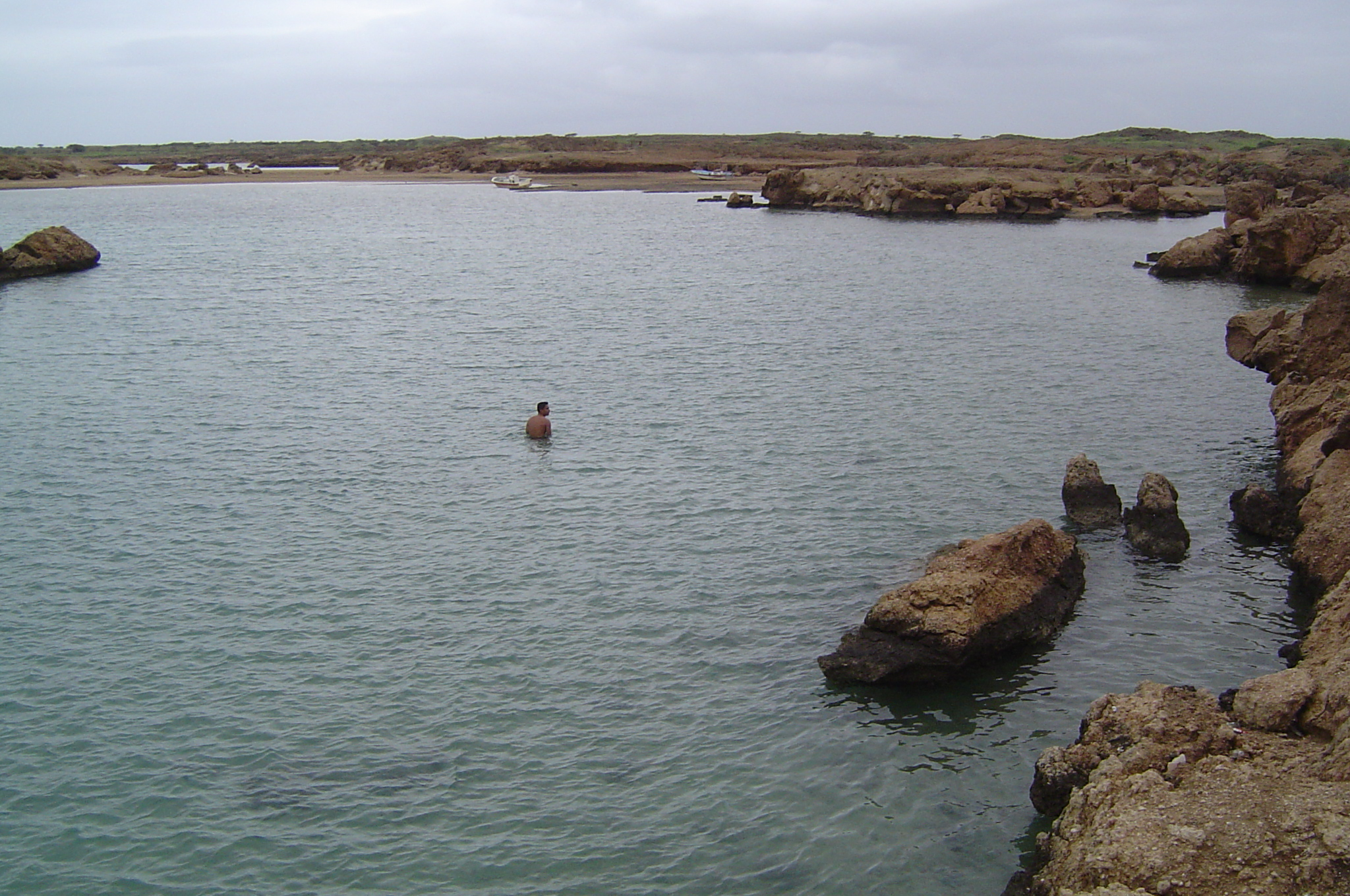
Isole Dahlak

Il turismo in Eritrea ha ricevuto crescente attenzione negli ultimi anni. Ad esempio, nel 2019, il Paese è stato aggiunto alla Cool List di National Geographic. Tra le aree evidenziate figurano la capitale, Asmara, nota per la sua architettura art déco; le Isole Dahlak; e le aree selvagge del paese. Lonely Planet elenca anche la capitale Asmara, le isole Dahlak, la città di Massaua e i siti archeologici come attrazioni principali..
La compagnia di bandiera nazionale, Eritrean Airlines, non aveva Servizio di linea a partire da luglio 2023. I visitatori internazionali si affidano ad alternative come Ethiopian Airlines e Turkish Airlines per raggiungere il paese.
Il governo ha avviato un piano ventennale di sviluppo turistico intitolato "Piano di Sviluppo Turistico dell'Eritrea 2020" per sviluppare l'industria turistica del paese, con l'obiettivo di valorizzare le ricche risorse culturali e naturali del paese. Il paese partecipa a numerose fiere del turismo per promuovere il turismo nazionale.